# 関幸治
関 幸治（せき こうじ、1978年10月15日 - ）は、日本の俳優。アニモプロデュース所属。埼玉県川口市出身。

## 経歴
吉本総合芸能学院(NSC)・東京俳優コース1期生(同期は東京NSC6期生)を修了後、演劇集団「Nの2乗」のメンバーとして俳優活動を開始する。その後、2012年に春陽漁介（主宰）と共に劇団5454（ランドリー）を創設。旗揚げ公演では主役を務める。近年ではメディアにも出演しており、映画『シン・ゴジラ』や『HOKUSAI』、テレビドラマでは『ヒガンバナ～警視庁捜査七課～』(日本テレビ)、『家売るオンナ』(日本テレビ)、『相棒17』などの作品に出演する。
舞台『杏仁豆腐のココロ』(2017年)では主演を務め、2019年には自身の代表作となる映画『やりたいふたり』で主演を務めた。これらのメディア出演をきっかけに多くの映画監督やテレビ関係者から支持されるようになる。
趣味は乗馬、三線、コーヒーを淹れること。特技は、ベース、スノーボード。

## 出演

### 映画
- わが母の記（2012年、監督：原田眞人）
- イン・ザ・ヒーロー（2014年、監督：武正晴）
- 永い言い訳（2016年、監督：西川美和） - 編集者・津田靖浩 役
- シン・ゴジラ（2016年、監督：庵野秀明） - 都庁職員 役
- 太陽（2016年、監督：入江悠） - 警察部隊 役
- ビジランテ（2017年、監督：入江悠） - 市議会議員・若林徹 役
- 世界は今日から君のもの（2017年、監督：尾崎将也） - ゲーム会社社員・山本 役
- リングサイド・ストーリー（2017年、　監督：武正晴） - 劇中劇・殿 役
- 22年目の告白-私が殺人犯です-（2017年、監督：入江悠） 社会部記者・三上勇二 - 役
- 検察側の罪人（2018年、監督：原田眞人） - 逮捕される検察官 役
- やりたいふたり（2019年、監督：谷口恒平） - 春山タモツ 役
- 愛がなんだ（2019年、監督：今泉力哉） - バーの客 役
- アンダードッグ（2020年、監督：武正晴）
- 根矢涼香、映画監督になる（2020年、監督：上村奈帆）- 鈴木監督 役
- 無頼（2020年、監督：井筒和幸） - 古賀組組員
- 窮鼠はチーズの夢を見る（2020年、監督：行定勲）
- AI崩壊（2020年、監督：入江悠） - 警官 役
- ファンシー（2020年、監督：廣田正興）
- あ・く・あ〜ふたりだけの部屋〜（2021年、監督：中川究矢） - 中善寺征人 役
- 空白（2021年、監督：吉田恵輔） - テレビレポーター脇田 役
- エッシャー通りの赤いポスト（2021年、監督：園子温） - 小泉 役
- 女たち（2021年、監督：内田伸輝） - 安井洋平 役
- HOKUSAI（2021年、監督：橋本一） - 源次郎 役
- もしかして、ヒューヒュー（2022年、監督・編集：安川徳寛）
- MIRRORLIAR FILMS Season 3『ママインザミラー』（2022年、監督：李闘士男） - 金田基哉 役
- バイオレンスアクション（2022年、監督：瑠東東一郎）
- 女子高生に殺されたい（2022年、監督：城定秀夫）
- フタリノセカイ（2022年、監督：飯塚花笑）
- Teal to orange（2022年、監督:yumi masuda）
- 彼女が好きなものは（2022年、監督:草野翔吾）- 物理教師役
- 世界は僕らに気づかない（2023年、監督：飯塚花笑）
- 消せない記憶（2023年、監督：園田新）
- 渇愛の果て（2023年、監督：有田あん）
- Winny (2023年、監督:松本優作)
- 空洞の卓 ショートフィルム (監督:柳琦)
- テンストーリーズ（2023年、監督: 山西竜矢 ）
- Polar Night（2023年、監督：磯谷渚）[6]
- 安住の地（2023年11月28日、監督：木村緩菜）[7]
- Chime（2024年8月2日、監督：黒沢清） - 吉沢 役[8]
- カオルの葬式（2024年11月23日、監督:湯浅典子） - 主演・横谷潤 役[9]
- なのに、やめられない　スズカのスナック（2024年12月8日、監督：山内大輔） - 田中 役[10]

### テレビ
- 2023 NHK「アイドル誕生 輝け昭和歌謡」
- 2023 フジテレビ ｢うちの弁護士は手がかかる｣ -検事役
- 2023 NHK「おもかげ」- 銀座線の男Ｂ 役
- 2023 テレビ朝日「unknown」第5話 - 槇塚 役
- 2023 読売テレビ「勝利の法廷式」第1話 - 高坂孝行 役
- 2023 フジテレビ「スタンドUPスタート 」
- 2022 ディズニープラス 「ガンニバル 」 －刑事関役
- 2022 日本テレビ「祈りのカルテ 研修医の謎解き診察記録」第6話 - 姫井洋介 役
- 2022 WOWOW「異世界居酒屋「のぶ」Season2～魔女と大司教編～
- 2022 Netflix「新聞記者」監督：藤井道人
- 2022 WOWOW「TOKYO VICE」監督：マイケル・マン
- 2022 テレビ東京「チェイサーゲーム」第3話 - 杉沢 役
- 2022 日本テレビ「パンドラの果実」第8話：記者 役
- 2022 まったり!赤胴鈴之助 監督:飯塚花笑 ー 面接官 谷役
- 2021 MBS「初情事まであと１時間」監督：谷口恒平 - 山内 役
- 2020 WOWOW「異世界居酒屋「のぶ」監督 ：品川ヒロシ
- 2019 WOWOW「盗まれた顔」 監督：武正晴 - 医者 役
- 2019 テレビ東京「執事西園寺の名推理2」最終話：高本卓 役
- 2019 探偵が早すぎる スペシャル 監督:瑠東東一朗
- 2019 TBS「メゾン・ド・ポリス」8〜10話：池原慎吾 役
- 2018 テレビ朝日「相棒17」 第7話：谷川栄一 役
- 2018 TBS「義母と娘のブルース」5話：社員 役
- 2018 NHK連続テレビ小説「半分、青い。」第64話：編集者 役
- 2018 テレビ朝日「おっさんずラブ」最終話：牧師 役
- 2018 Paravi「SPECサーガ完結編 SICK`S」監督：堤幸彦 第1、5話：工作員 役
- 2018 日本テレビ ドラマ「anone」監督：水田伸生 4話：相良周平 役
- 2017 ＷOWOW「プラージュ」監督：吉田康弘 3話：婚約者 役
- 2016 月曜名作劇場「窓際太郎の事件簿31」監督：山崎康生 - 政治家秘書・藤森敏夫 役
- 2016 「メディカルチーム　レディ・ダ・ヴィンチの診断」1話・医師 役
- 2016 月曜名作劇場「伊豆天城温泉殺人事件」　監督：村上牧人 - 鑑識 役
- 2016 『家売るオンナ』（NTV） 監督：猪股隆一　7話：客 役
- 2016 『ヒガンバナ〜警視庁捜査七課〜」（NTV）監督：松永洋一 7話：救急隊員 役
- 2015 『最怖映像ノンストップ3 心霊捜査官』（TX） - 刑事 役
- 2015 『びったれ!!!」監督：吉田康弘 2話 スーパーアンモナイト社員 役
- 2014 『死神くん』（EX）監督：常廣丈太 第6話 記者 役
- 2009 『30 ハケン女が就職する方法♪』（Bee TV） 婚約者 役
- 2007 『太郎と次郎〜反省ザルと僕の夢〜』　幼なじみ 役
- 2006 『電車男DX最後の聖戦』（CX）　監督：高木健太郎 電車ハンター 役
- 2006『不信のとき』（CX）　監督:大木綾子 第4話 広告代理店 役
- 2006『スロット』（CX）昔の彼氏役、『奇跡の動物園』（CX）監督：加藤義人 カップル 役
- 2005　女の一代記シリーズ『杉村春子 悪女の一生』 監督：平野眞 記者 役
- 2024『ビリオン×スクール』第4話（7月26日、フジテレビ） - 開発部門社員 役[11]
- 2024『未成年〜未熟な俺たちは不器用に進行中〜』（ytv）監督：柴田啓佑・牧野将 - 菅原大輔 役[12]

### CM
- 2022 インフォマート×GMO「電子請求書早払い」WEB-CM
- 2022 Panasonic くらしスタイルシリーズ 「ウォールフィットテレビ」篇
- 2022 三井住友信託銀行　一人ひとりの人生ファイル「 お金の学び」編
- 2020 埼玉県「埼玉物語」
- 2020 キッコーマン「うちのごはん 五目ご飯篇」
- 2018 財務省　個人向け国債PV
- 2018 日清ヨーク「やさしいのむ十勝ヨーグルト」WEBドラマ『リニューアル家族』
- 2017 スタジオアリス　設立25周年記念のショートムービー（監督：平林克理）
- 2017 チキンラーメン「ヒーローインタビュー編」
- 2017 雪印メグミルク「ボトラッテ」
- 2017 NTT東日本「いっしょに、一生懸命に。」
- 2017 ヤマハ音楽教室
- 2016 JA共済
- 2016 Netflix「ソード•オブ•デスティニー/スペシャルムービー〈いざこざ編〉」
- 2016 「ザ・ガーデンズ　東京王子」FAMILY編
- 2016 聖教新聞CM「妻からの手紙編」
- 2014 サントリー 『オールフリー』「あの人のため〜飲み会」編
- 2012-2013 『日本赤十字社』
- 2010 『キャベジン』
- 2010『リンナイ』
- 2010『三井のリハウス』
- 2010『ZOZOTOWN』
- 2010『雪印北海道100クリームチーズ』
- 2010『Panasonic』
- 2010『三菱UFJ銀行』

### 舞台
- 2019 ISAWO BOOKSTORE vol.4「夜明け前-吉展ちゃん誘拐事件-」作・演出：高橋いさを @オメガ東京
- 2019 劇団5454「ト音」@赤坂RED/THEATER
- 2018 劇団5454 第12回公演「トランスイマー」@赤坂RED/THEATER
- 2017 「杏仁豆腐のココロ」 作：鄭義信 演出：ボビー中西 @ウッディーシアター中目黒
- 2017 マコンドープロデュース「祖国は我らのために」 作・古川健 演出：倉本朋幸 @すみだパークスタジオ倉
- 2016 劇団ランドリー 第10回公演 @赤坂レッドシアター
- 2016 劇団ランドリー 第9回公演 「カタロゴス−「洗」についての短編集–」@こまばアゴラ劇場
- 2016 『くれない坂の猫』@中野ザ•ポケット 作：長田育恵（てがみ座）演出：田中圭介
- 2015 劇団ランドリー『少年の庭』@劇場HOPE
- 2015 劇団ランドリー『トランスイマー』 @劇場HOPE
- 2015 劇団ランドリー『ト音（再演）』@テアトルBONBON
- 2014 劇団ランドリー『tag』@劇場HOPE
- 2014 劇団ランドリー『カタロゴス–「数」についての短編集–』@劇場HOPE
- 2013 劇団ランドリー『マザー』@劇場HOPE
- 2013 劇団ランドリー『ト音』@劇場HOPE
- 2012 劇団ランドリー旗揚げ公演『ランドリーシンドローム』主演 @劇場HOPE
- 2011 PU四方八方『アフターサービス』
- 2011 PU四方八方『LUCKBANK』
- 2011 PU四方八方『ルームシェア』
- 2011 PU四方八方『Re:FT』
- 2010 細川たかし明治座公演『弥次喜多旅うた漫遊記』
- 2010 諸星和己主演『おばけ物語』（中日劇場）
- 2010 『美川憲一とゆかいな仲間達』明治座公演
- 2008 『志村魂3』（銀河劇場）
- 2007 『きっと長い手紙かもめ郵便局物語』演出：ラサール石井
- 2007 ベンガル・間寛平 二人芝居『ハレモノ2007』
- 2006 渡辺正行プロデュース公演『LDK vol.3〜LADYダイナマイトはKISSでイチコロ〜』
- 2005 渡辺正行プロデュース公演『LDK vol.2〜ラストダンスはキッチンで』
- 2003 渡辺正行プロデュース公演『LDK〜リビングで抱っこしてキッス〜』

※他「Nの2乗」での舞台作品多数

### 声優
- 2017 アプリゲーム「茜さすセカイでキミと詠う」 島田魁 役
- 2016 オーディオドラマ『ほいくの王さま』大鳥教一郎（園長）役

### WEB
- 2023 東京彼女 7月号 くるみ編

プロデューサー役
- 2023 この動画は放送できません2 2話

監督役
- 2022 PV ロデオドライブ「Anniversary」監督:外山文治

- 2022 MV 「君がみた一等星」Hey! Say! JUMP  監督:松本優作
- 2019 Netflixドラマ『全裸監督』1話

## 参照
- 「やりたいふたり」谷口恒平とおとぼけビ～バ～の夢結実、都楳勝は「蝸牛」に思い託す, 2020年11月26日 13:53, 映画ナタリー編集部
- 「あ・く・あ ふたりだけの部屋」 作品情報 (日本語), 映画.com, 2022年12月20日閲覧。
- 映画『あ・く・あ ～ふたりだけの部屋～』あらすじ/キャスト/公開日/上映館。小泉ひなたがエッチなSFブラックコメディに主演, 2021年05月18日, Cinemarche